# Dover Beaches North
Dover Beaches North és una concentració de població designada pel cens dels Estats Units a l'estat de Nova Jersey. Segons el cens del 2000 tenia 1.785 habitants.

## Demografia
Segons el cens del 2000, Dover Beaches North tenia 1.785 habitants, 974 habitatges, i 529 famílies. La densitat de població era de 703,3 habitants/km².
Dels 974 habitatges en un 9,5% hi vivien nens de menys de 18 anys, en un 46,7% hi vivien parelles casades, en un 5,5% dones solteres, i en un 45,6% no eren unitats familiars. En el 42,2% dels habitatges hi vivien persones soles el 24% de les quals corresponia a persones de 65 anys o més que vivien soles. El nombre mitjà de persones vivint en cada habitatge era d'1,83 i el nombre mitjà de persones que vivien en cada família era de 2,44.
Per edats la població es repartia de la següent manera: un 9% tenia menys de 18 anys, un 3,6% entre 18 i 24, un 18,2% entre 25 i 44, un 30,7% de 45 a 60 i un 38,5% 65 anys o més.
L'edat mediana era de 58 anys. Per cada 100 dones de 18 o més anys hi havia 91 homes.
La renda mediana per habitatge era de 43.125 $ i la renda mediana per família de 58.125 $. Els homes tenien una renda mediana de 57.917 $ mentre que les dones 32.083 $. La renda per capita de la població era de 32.613 $. Aproximadament el 2,6% de les famílies i el 5,4% de la població estaven per davall del llindar de pobresa.

## Poblacions més properes
El següent diagrama mostra les poblacions més properes.